# 仮面ライダー ビヨンド・ジェネレーションズ
- 仮面ライダーシリーズ
  - 仮面ライダーリバイス > 仮面ライダー ビヨンド・ジェネレーションズ
  - 仮面ライダーセイバー > 仮面ライダー ビヨンド・ジェネレーションズ

『仮面ライダー ビヨンド・ジェネレーションズ』は、2021年12月17日に東映系で公開された日本の映画作品。
キャッチコピーは「時代を超えた、100年に一度の〈変身〉」「未来、襲来。」。

## 概要
仮面ライダーシリーズ50周年記念作品で、『仮面ライダーリバイス』と『仮面ライダーセイバー』のクロスオーバー作品だが、物語は『リバイス』を中心に展開される。
仮面ライダー1号が誕生した1971年と現代の2021年、仮面ライダーの誕生から100年後となる2071年の3つの時代が戦いの舞台となる。本作品では、本郷猛 / 仮面ライダー1号がショッカーによる改造手術を受けた当日の、もう1つのエピソードも描かれる。

## あらすじ
2021年、ディアブロスタンプに封印されていた悪魔・ディアブロが蘇り、完全体となって世界を支配した結果、50年後の2071年では悪魔たちが上空のデビルシティに住み、その下界で生き残った人類たちもすでに悪魔の奴隷となり果てていた。
「親子ハッピーウィーク」を開いていたしあわせ湯で五十嵐一輝 / 仮面ライダーリバイは、しあわせ湯を訪れていた客である百瀬秀夫が落とした古い切符の入ったパスケースを彼に届ける。そんな時、2071年の世界から百瀬龍之介という男が2021年の世界にやってくる。龍之介は同じ遺伝子を持つ秀夫の肉体に憑依して仮面ライダーセンチュリーに変身し、龍之介を追って現れたディアブロを倒そうとするが暴走し、ディアブロと交戦していたリバイとバイス / 仮面ライダーバイスを襲う。そこに現れた神山飛羽真 / 仮面ライダーセイバーと新堂倫太郎 / 仮面ライダーブレイズの協力を得てセンチュリーを変身解除させる。実は、龍之介は秀夫の父であり、完全体となる前のディアブロを倒すために精神体となって2021年の世界にやってきたという。
一輝、バイス、飛羽真は、龍之介と力を合わせ、悪魔が支配する世界の到来を回避しようとする。

## 本作品オリジナルの登場人物
百瀬 龍之介（）
粒子状態で2071年から現代にやってきたショッカーの遺伝子研究者。遺伝子研究に従事していたが、学会で遺伝子操作に関わる論文が黙殺され、研究所の上司からも融合遺伝子の研究を禁止されていたため、実験を行なえず研究に行き詰まっていたところをショッカーにスカウトされ、改造人間を生み出すようになった。
だが、改造に携わった本郷猛と出会い、彼の言葉で心を動かされたことで罪の意識に苛まれるようになり、ショッカーからの逃亡を図るも失敗し、ディアブロスタンプの被験者第1号にされる。大気圏外に投棄されたが、直後にワームホールに巻き込まれて宇宙船が墜落し、2071年の地球に辿り着く。その後、サイクロトロンドライバーを2071年の狩崎に託され、息子の秀夫を捜すために2021年へ精神体のみが飛ぶ。

百瀬 秀夫（）
龍之介の息子。50年前に家族を捨てた龍之介に対して、複雑な感情を抱いたまま育ったが、自らも新幹線の整備士の仕事が忙しく、息子の真一との関係がうまくいっていない。

百瀬 真一（）
秀夫の息子で、龍之介の孫にあたる少年。

本郷 猛（） / 仮面ライダー1号
1971年にショッカーの改造手術によって、最初の仮面ライダーになった大学生の青年科学者。
- 監督の柴﨑は、演じる藤岡真威人の父である藤岡弘、の芝居に寄った感じで当初は進めていたが、彼ではない俳優が演じる以上、モノマネやパロディではなく新たな本郷を演じてほしかったため、昔のファンがイメージする本郷像を変えすぎず、当時を忠実に再現しつつ、令和バージョンにし、藤岡真威人が演じる新たな本郷像を見せられたと語っている。
- 藤岡真威人は、父からアドバイスを受けたり、父が演じた当時の『仮面ライダー』を見返したりして、撮影に臨んだ。

ショッカー幹部
龍之介をショッカーにスカウトし、本郷猛の拉致にも関わった。
- 当初は眼帯を付ける案もあったが、それではゾル大佐に寄りすぎたり、そのままになってしまうため、あくまでも「大幹部」ではなく「幹部」であることから現在のビジュアルとなった。また、少しずつ回想の年代が違うことから、ショッカー戦闘員もベレー帽や骨戦闘員など、時期を考えつつ撮っている。

## 本作品オリジナルの仮面ライダー

### 仮面ライダーリバイ&仮面ライダーバイス ネオバッタゲノム
仮面ライダーリバイと仮面ライダーバイスがネオバッタバイスタンプによってゲノムチェンジした姿。
バッタの跳躍力と脚力を身につけており、強力なキックとジャンプを放つ。
後に『リバイス』テレビシリーズ第22話や『劇場版 仮面ライダーリバイス バトルファミリア』にも登場。
必殺技
ネオバッタスタンピングフィニッシュ
ネオバッタゲノムの必殺技。リバイとバイスが二人でキックを決める。

#### 仮面ライダーリバイ ネオバッタゲノム
五十嵐一輝がネオバッタバイスタンプをリバイスドライバーに押印して変身するリバイの新たな形態。
変身音声は「飛躍を誓った！ 希望となった！ ネオバッタ！ リバイスじゃ～ないと！」。
モチーフは仮面ライダーゼロワン。
- 撮影用スーツはアップ・アクション兼用の1着が制作された[20]。

#### 仮面ライダーバイス ネオバッタゲノム
バイスがリバイのバディアップによって、リバイの変身と同時に出現する派生形態。
ゼロワンのバッタを模したゲノメットになっているほか、バイスマフラーもゼロワンのキーカラーである蛍光イエローとなっている。

#### リバイスネオバッタ
ネオバッタゲノムになったリバイとバイスが横並びで背中合わせになってリミックスした形態。
従来のリミックスよりも巨大なバッタの姿となっており、他のライダーを乗せて跳躍するほか、無数に群体化する。
- 動物の要素とレジェンドの要素はシンクロさせない、というレジェンドのルールがあったが、映画フォームのため、ルールを変更してゼロワンモチーフでバッタとなり[24][23]、意匠としてゼロワンのマスクを取り入れてデザインしている[25]。

### 仮面ライダーリバイ&仮面ライダーバイス コンドルゲノム
仮面ライダーリバイと仮面ライダーバイスがコンドルバイスタンプによってゲノムチェンジした姿。
ただし、ディアブロとセンチュリーブレイクの戦いを中断させるためにリミックスに素早くなったことから、この状態では戦っていない。

#### リバイスコンドル
仮面ライダーリバイ コンドルゲノムと仮面ライダーバイス コンドルゲノムがリミックスした姿。
センチュリーブレイクを足のツメで捕らえ、ディアブロから逃れた。
- レジェンド要素がデザインに入っていることから異なるライダーに見立てることはできないため、フォームチェンジの形態をモチーフにすることとなり、イーグルのWサイクロンジョーカーをアレンジして仮面ライダージョーカーということとなり、リミックスもコンドルとなった[28][25]。

### 仮面ライダーセンチュリー
2071年の狩崎が完成させたサイクロトロンドライバーで変身する仮面ライダー。
悪魔には頼らずに純粋な人間の力のみを使用し、2021年に飛んだ龍之介の粒子状態の精神体が自身の遺伝子を継ぐ秀夫の身体と一体化して変身した姿。
リバイスとは異なり、2人で1人の仮面ライダーであり、昭和ライダーの特徴であるマフラー、平成ライダーの特徴である暴走やフォームチェンジなど、仮面ライダー史の集大成ともいえる特徴を持つ。
- 当初は「100年後の仮面ライダー1号」というお題で、現代風アレンジの仮面ライダー1号は『仮面ライダー 令和 ザ・ファースト・ジェネレーション』の仮面ライダー1型でやったため、異なる方向性で考えられた[24][25][30]。
- 仮面ライダー1号と2号をリスペクトした触角、赤いマフラー、クラッシャー、コンバーターラングや変身ベルトなどのパーツ構成になりつつ、背骨パーツや肩のディテールなど令和仮面ライダーのディテールで装飾した構成となっている[31]。
- 透明骨格標本をイメージしてバイオテクノロジー風にしている[24][25]。鮮やかに着色された生物のクリア感と骨格を取り入れ、全身のクリアターコイズの内部は、脊椎動物の骨格をイメージしたディテールとなっている[24][25]。全身の配色は仮面ライダー旧1号の、黒をシルバーと白、若竹色をクリアターコイズに変換している[24][25][30]。マフラーも透けているような感じにしている[24]。背骨もクリアパーツで覆うのではなく、造形となっている[24]。マスクは、触覚を付けるなどして仮面ライダーのようなバランスで大まかにまとめている[24][25]。クリアの奥は魚類などの頭骨のイメージの意匠となっており、複眼部分は蛇腹状の脊椎動物のアバラ骨のようなイメージとなっている[24][25]。本来であれば仮面ライダー1号はショッカーの戦士のため、アーマーをショッカー戦闘員をオマージュした骨格で覆ったヒロイックなデザインでまとめている[24][25][30]。足裏は横にするとアラビア数字の「100」、前後で見ると漢字の「百」に見えるようにデザインされている[24]。
- 撮影用スーツはアップ・アクション兼用の1着が制作された[31][30]。センチュリーブレイクのスーツに実際に透明パーツを装着して撮影された[31]。クリアパーツも各部によって、ブルーや乳白など透明度が異なり、2形態を取り外しによって表現している[31]。

形態
仮面ライダーセンチュリーブレイク
龍之介が強引に秀夫の身体を借りて変身した際の不完全形態。
高い戦闘力を持つが、父子互いの意志が通じ合わず心がひとつになかったことから力を制御できずに暴走してしまう。
- デザイン画は、異なるフォームとして描かれたものではなく、造形用にクリア内部の詳細を説明するために、クリアアーマーを外した状態を描いたもので、登場予定はなかったが、それをプロデューサーの望月卓が気に入ったことで、劇中にも登場させることとなった。
- クラッシャーや複眼、胸パーツなどの実際にクリアな部分のみを取り外して剥き出しにすることで異形感を強調している。マスク頭頂部は、新造した割れ目が入ったような雰囲気のクリアパーツを被せている。

スペック
| 名称                             | 身長         | 体重         | パンチ力    | キック力    | ジャンプ力 （ひと跳び） | 走力 （100 m） |
| -------------------------------- | ------------ | ------------ | ----------- | ----------- | ----------------------- | -------------- |
| 仮面ライダーセンチュリー         | 202.1 cm[14] | 100.0 kg[14] | 100.0 t[14] | 100.0 t[14] | 100.0 m[14]             | 0.01秒[14]     |
| 仮面ライダーセンチュリーブレイク | 202.1 cm[14] | 99.2 kg[14]  | 81.2 t[14]  | 52.1 t[14]  | 66.8 m[14]              | 1.7秒[14]      |

ツール
サイクロトロンドライバー
センチュリーが使用する変身ベルト。2071年の狩崎によって開発され、バイスタンプは用いず表面に触れることで操作する。量子エネルギー・センチュリアンタムによって人間の精神体を過去や未来にタイムトラベルさせる力を持つドライバーである。
- モチーフは仮面ライダー1号と2号の変身ベルト・タイフーンで、令和仮面ライダーらしいギミックやディテールを付加した形状となっている。クリア素材をディテールのないツルっとした外観に使うことで未来感を表現し、センチュリーと同様に透明標本イメージで、生物の骨風のディテールをクリアの奥に入れている。
- バイスタンプに絡めないデザインという東映からのオーダーで、ボタンやスイッチを用いた操作では未来感を損なうため、触れずに操作しているような見せ方として、表面全体を押すことでギミックを発動させるものとなった。中央のディスプレイに浮かぶグラフィックは、回転だけでなく、必殺技待機時に下から溜まってくるような表現など、色々と発光パターンを入れている。

必殺技
ドライバーの左右を押した後、再びどちらか両方を押すことで発動する。
ライダーキック
ドライバーの左側を押すことで発動する。円環粒子・デストサイクロンを足に纏って放つキック。
ライダーパンチ
ドライバーの右側を押すことで発動する。デストサイクロンを腕に発生させて放つ。
サイクロトロンフィニッシュ
劇中未使用。ドライバーの左右を再び同時に押すことで発動する。

## 本作品オリジナルの怪人
ディアブロ
50年前にショッカーによって封印されたギフスタンプと対になるディアブロスタンプが、アギレラの手によって封印が解けたことで出現した悪魔。
完全体となるために歴史上の偉人の遺伝子情報を内包したクリスパースタンプを自身の身体に押印することにより、体内から自身の分身である4体のクリスパーを生み出し、力を得るための光の柱を地球各地に作り、エネルギーを集めさせる。
- デッドマンとは異なる感じにしてほしいと言われたため、ギフに連なることからギフジュニアの系統ということでギフジュニアの強化形態としてデザインされたが、後のギフテリアンやギフのデザイン法則やイメージが決まっていったという。前と縦に長く突き出たすごく攻撃的な感じにし、内側から全身を覆う白い拘束具のような部分が引きちぎって出てきている途中のようなイメージでデザインされている。白い部分に穴が開いて中が見えているのは、『騎士竜戦隊リュウソウジャー』のクレオンがデザインではズボンが穴がポツポツ開いていてスライム状の中身が透けて見えているディテールであったが、スーツの強度が足りなくなるという事情があり、レギュラーとして使えなくなることから諦めたが、ディアブロでは骨のみで出来た本体が多孔質の外殻の中から覗いて見えていることとなった。デッドマンとは異なるが、角はデッドマンと同様に異なる生物のようにアノマロカリスの口元にある触手を角状にしている。首元は鎧兜のイメージで、中の顔が顔の穴の開いたところから覗いている意匠は後のギフテリアンなどに繋がるデザインラインになっていったという。

クリスパー
ディアブロがクリスパースタンプを自身の身体に押印したことで生まれた悪魔。
- パーツの付け替えを前提で他のクリスパーになるようにデザインされた。

ヒミコ・クリスパー
倭国の女王である卑弥呼の遺伝子情報を受け継ぐ悪魔。
南極で妖術を用い、第1のエネルギーの柱を氷山から出現させる。サーベラとデュランダルを妖術で圧倒した。
- 卑弥呼のように袖の長いシャーマンの衣裳ではなく、アクション重視ということからスマートなシルエットにまとめている。

クフ・クリスパー
古代エジプトのクフ王の遺伝子情報を受け継ぐ悪魔。空中を自由に浮遊し、敵を攻撃する。
第2のエネルギーの柱をエジプトのピラミッドの頂点から出現させる。スラッシュやバスターと交戦した。
- エジプト系の装飾の特徴でまとめ、悪魔という前提があることから、爪や鼻を尖らせている。当初はカラフルであったが、グリーンバックで撮影することから、青系のデザインとなった。

エジソン・クリスパー
発明家であるエジソンの遺伝子情報を受け継ぐ悪魔。
第3のエネルギーの柱を、レオニダス・クリスパーとともにイースター島のモアイ像から出現させる。エスパーダや剣斬と交戦する。
- エジソンの体を多くの発明品の集合体で形作るデザインとなっており、電球の顔にして体に映写機や電話などの発明品をはめ込んでいる。

レオニダス・クリスパー
スパルタの英雄であるレオニダスの遺伝子情報を受け継ぐ悪魔。
第4のエネルギーの柱を、シベリアの大地から出現させる。パンチ形のハンマーと硬い盾で武装し、エジソン・クリスパーと共闘する。
- 『仮面ライダーBLACK RX』のボスガンをイメージしており、裸体に近いため、いくら怪人のようにアレンジしてもあまり異形感が出ないため、人面瘡として甲冑そのものに配置している。

## 本作品オリジナルの用語・アイテム
ネオバッタバイスタンプ
2071年のジョージ・狩崎からバイスに渡されたバイスタンプ。
『セイバー』テレビシリーズの増刊号や『リバイス』テレビシリーズに登場したバッタバイスタンプに酷似しているが、バッタのレリーフが金色になっているほか、バッタの顔などが印影も含めて鋭いシルエットとなっている。

クリスパースタンプ
ショッカーが開発した歴史上の偉人の遺伝子情報を収めたスタンプ。

デビルライダー
2071年の世界に龍之介の身体を狙って現れた悪の仮面ライダーたち。その容姿はかつての仮面ライダーと同様だが、その正体は2071年のディアブロから生まれた仮面ライダーを模した悪魔である。
- ショッカーライダーNo.1
- ショッカーライダーNo.2
- 仮面ライダー王蛇

- 仮面ライダーエターナル ブルーフレア

- 仮面ライダーソーサラー
- 仮面ライダーデューク レモンエナジーアームズ
- 仮面ライダー4号
- 仮面ライダーバールクス

クローンライダー
長年に渡って狩崎が研究を進め、完成させた仮面ライダーのクローン。2071年の世界にやってきた飛羽真、倫太郎、ユーリ、バイス、大二、さくらの精神体がアーマーに憑依することでデビルライダー軍団と戦った。敵に倒されたとしても他のライダーに瞬時に乗り換えることが可能。
- 過去のライダーが登場しても声が異なる別人であると違和感を感じる、というのを設定に活かすため、『リバイス』のオープニング映像で、狩崎がライダーを培養しているような描写の完成版というイメージとなっている。ライダーの選ぶ基準は、基本的には現存していてスーツの状態がいいものであるが、各世代の1号や同じモチーフつながりなど法則のあるものもある。
- 一瞬だけ変身の過程でメットオフになる状態を撮影するため、大二役の日向やさくら役の井本などは実際にスーツを着用している。

劇中に登場したクローンライダー
- バイスが変身 - 仮面ライダーBLACK RX、仮面ライダーフォーゼ ベースステイツ、仮面ライダーウォズ
- 五十嵐大二が変身 - 仮面ライダーナイト、仮面ライダーメテオ、仮面ライダー龍玄 ブドウアームズ
- 五十嵐さくらが変身 - 仮面ライダーバルキリー ラッシングチーター、仮面ライダーなでしこ、仮面ライダーポッピー ときめきクライシスゲーマー レベルX
- 神山飛羽真が変身 - 仮面ライダーアクセル、仮面ライダースーパー1、仮面ライダー新1号
- 新堂倫太郎が変身 - 仮面ライダーブレイド、仮面ライダーZO、仮面ライダークウガ マイティフォーム
- ユーリが変身 - 仮面ライダーエグゼイド ムテキゲーマー、仮面ライダーアギト グランドフォーム、仮面ライダーゼロワン ライジングホッパー

## キャスト
- 五十嵐一輝 / 仮面ライダーリバイ - 前田拳太郎[41]
- 神山飛羽真 / 仮面ライダーセイバー - 内藤秀一郎[注釈 2][41]
- 五十嵐大二 / 仮面ライダーライブ - 日向亘[注釈 3][41][44]
- 五十嵐さくら / 仮面ライダージャンヌ - 井本彩花[注釈 4][41][44]
- ジョージ・狩崎 - 濱尾ノリタカ[41]
- 門田ヒロミ / 仮面ライダーデモンズ - 小松準弥[41]
- アギレラ - 浅倉唯[41]
- オルテカ - 関隼汰[41]
- フリオ - 八条院蔵人[41]
- 新堂倫太郎 / 仮面ライダーブレイズ - 山口貴也[注釈 5][41]
- 須藤芽依 - 川津明日香[41]
- 富加宮賢人 / 仮面ライダーエスパーダ - 青木瞭[41]
- 尾上亮 / 仮面ライダーバスター - 生島勇輝[41]
- 緋道蓮 / 仮面ライダー剣斬 - 富樫慧士[41]
- 大秦寺哲雄 / 仮面ライダースラッシュ - 岡宏明[41]
- ユーリ / 仮面ライダー最光 - 市川知宏[41]
- 神代玲花 / 仮面ライダーサーベラ - アンジェラ芽衣[41]
- 神代凌牙 / 仮面ライダーデュランダル - 庄野崎謙[41]
- 尾上そら - 番家天嵩[41]
- ソフィア / 仮面ライダーカリバー - 知念里奈[41]
- 若林優次郎 / カメレオン・デッドマン - 田邊和也[41]
- 五十嵐幸実 - 映美くらら[41]
- 五十嵐元太 - 戸次重幸[41]
- 本郷猛 / 仮面ライダー1号 - 藤岡真威人（特別出演）[8]
- ショッカー幹部 - 立木文彦[18]
- 百瀬真一 - 宇野蓮人
- 幼い秀夫 - 城戸俊嶺
- 百瀬龍之介 / 仮面ライダーセンチュリー - 中尾明慶[5]
- 百瀬秀夫 / 仮面ライダーセンチュリー - 古田新太[5]

### 声の出演
- バイス / 仮面ライダーバイス - 木村昴[41]
- ディアブロ - 上田燿司[注釈 6][18]
- ヒミコ・クリスパー - 松本梨香[18]
- クフ・クリスパー - 森川智之[18]
- エジソン・クリスパー - 中尾隆聖[18]
- レオニダス・クリスパー - 玄田哲章[18]
- ショッカー - 関智一

### スーツアクター
ジャパンアクションエンタープライズ出演情報、パンフレットより。
- 仮面ライダーリバイ[50][9] - 縄田雄哉
- バイス[51] / 仮面ライダーバイス[9] - 永徳
- 浅井宏輔
- 中田裕士
- 仮面ライダージャンヌ[52][53]、仮面ライダーサーベラ[53]、仮面ライダーカリバー[54][53] - 宮澤雪
- 仮面ライダーセンチュリー[9][55] - 小森拓真
- 岡元次郎
- 藤田慧
- 森博嗣
- 仮面ライダー最光[56] - 荒川真
- 今井靖彦
- 寺本翔悟
- エジソン・クリスパー[55] - 榮男樹
- 清水麟太郎
- 宇佐見紗風
- 鍜治洸太朗
- 伊藤茂騎
- 高田将司
- 仮面ライダーサーベラ[53] - 酒井和真
- 東慶介
- 神前元
- 塚越靖誠
- 北村海
- 渡辺実
- 蜂須賀昭二
- 高木英一
- 橋本恵子
- 本多剛幸
- 石井靖見
- 藤井祐伍
- 藤田洋平
- 久田悠貴
- 近藤雄太
- 市川雅章
- 菅野慶太
- 橋本征弥
- 木寺奈緒
- 佐々木駿也
- 杉森菜摘
- 林本奈々
- 伊藤よしの
- 岡田ひかる
- 川島翔太郎
- 小泉丞
- 奈良充樹
- 菅野聖
- 糠信圭佑
- 大夢
- 杉森功明
- 菅野充
- 鈴木翔流
- 尾野透雅
- 田畑渚
- 福田楓
- 天野レイチェル
- 上田千愛
- 大塚優希
- 白井雅士
- 神里まつり
- 久保翔
- 篠原雄大
- 山口貴史
- 氏原祐介
- 加藤正樹
- 門脇大輔
- 安川桃香
- 熊本敬介
- 河津香賀美
- 橋渡竜馬
- 金山拓矢
- 今井大樹
- 松岡航平
- 寺田涼夏
- 本間汐梨
- 渡邊海斗
- 山口真弥
- 和田三四郎
- 高嵜百花
- 久松宥希
- 佐伯啓
- 原隆太
- 上平田結花
- 大河原レオン
- 関川正隆
- 齊藤謙也

## スタッフ
- 製作 - 手塚治（東映）、西新（テレビ朝日）、與田尚志（東映ビデオ）、野田孝寛（ADKエモーションズ）、木下直哉（木下グループ）、桃井信彦（バンダイ）
- 企画 - 金子保之（東映）、三輪祐見子（テレビ朝日）、加藤和夫（東映ビデオ）、志村章（ADKエモーションズ）、三谷俊介（木下グループ）、古澤圭亮（バンダイ）
- 原作 - 石ノ森章太郎[57]
- 脚本 - 毛利亘宏[41]
- 音楽 - 中川幸太郎、山下康介[57]
- 撮影 - 倉田幸治
- 照明 - 佐々木康雄
- 美術 - 大嶋修一
- 録音 - 堀江二郎
- 編集 - 佐藤連
- スクリプター - 森みどり
- スケジュール - 作野良輔
- 助監督 - 宮﨑駿
- 制作担当 - 東正信
- ラインプロデューサー - 下前明弘
- アクション監督補 - 藤田慧[49]、宮崎剛（ジャパンアクションエンタープライズ）[49]
- CG制作 - 田嶋秀樹（石森プロ）
- キャラクターデザイン - 山下貴斗、伊東剛、喜多統潤（PLEX）
- クリーチャーデザイン - 久正人、武藤聖馬、豊田幸秀
- 製作プロダクション - 東映テレビ・プロダクション
- スーパーバイザー - 小野寺章
- プロデューサー - 望月卓（東映）、井上千尋（テレビ朝日）、水谷圭（テレビ朝日）、古谷大輔（ADKエモーションズ）
- 特撮監督 - 佛田洋（特撮研究所）[41]
- アクション監督 - 渡辺淳（ジャパンアクションエンタープライズ）[41]
- 「ビヨンド・ジェネレーションズ」製作委員会（東映、テレビ朝日、東映ビデオ、ADKエモーションズ、木下グループ、バンダイ）[57]
- 監督 - 柴﨑貴行[41]

## 主題歌
「Promise」
作詞 - 花村想太、MEG.ME 作曲  - 花村想太、Louis（Natural Lag）、福田智樹（Natural Lag）、MEG.ME / 編曲 - CHOKKAKU / 歌 - Da-iCE

## 制作
『仮面ライダーリバイス』の世界を基にした物語のため、ストレートに家族をテーマにすることとなり、「百瀬家」という設定が生まれ、本郷猛を50年前に演じた藤岡弘、の実子である藤岡真威人が同役を演じるなど、本作品全体として「家族」がキーワードになっている。
脚本の毛利は、前作『セイバー+ゼンカイジャー スーパーヒーロー戦記』から続く劇場版であることから、できるだけ異なる味わいの作品にしたいと考え、百瀬龍之介 / 仮面ライダーセンチュリーを中心に置いた物語を軸に、どのように一輝が仮面ライダーとして成長できるかという方向性になったという。
例年であれば、セイバーとリバイスをメインにするところではあるが、ライダー生誕50周年という部分をフィーチャーした内容にすることとなり、テレビではそういった内容はやらないつもりであったため、思い切り映画でやることとなった。物語は番組開始前に組み立てなければならないため、一輝やバイスなどのキャラクターも定まっておらず、ギフ由来のディアブロも少し異なる存在にして本筋とは絡まないように設定された。
50周年については、『スーパーヒーロー戦記』と同じことをやっても仕方ないため、公開時期としても『リバイス』を盛り上げ、あらためて『リバイス』がどんな作品かを知ってもらうことが重要なため、『リバイス』と『セイバー』のコラボをしつつ、これまでの50年の歴史を統括するのではなく、観客にこれからの50年先の未来を見据えた仮面ライダー像を打ち出して踏み出す新たな第一歩を見てもらう企画として生まれたのが、50年後の未来で完成した仮面ライダーセンチュリー、という新たな仮面ライダーが活躍する「100年の歴史」を見せる物語にすることで、3世代にアプローチする映画という発想となった。当初はセンチュリー推しの内容で、『仮面ライダーセンチュリー』というタイトルの新作映画を作ってやる、というようなテンションでいたが、紆余曲折を経て現在の形にまとまったという。
また、JR東海とタイアップすることが決まっていたため、時代を起草させる要素として現代と過去の新幹線を盛り込むこととなり、新幹線の上で戦うアクションシーンも台本に組み込まれている。
ショッカーのアジトのセットは、当時の図面などの資料が残っていなかったため、美術スタッフが当時の映像を分析してアジトの壁の素材などを推定している。当時のフィルムで撮った際の効果を計算して使用された素材であり、ハイビジョンの時代で同様の素材を使うと違和感があることと、仮面ライダーの歴史においては重要な場面であることから、完全な再現のようでまったく同じではない。安直な再現やパロディに見えるような撮り方ではない、現在の技術で再提示するなど出来る可能な限りの「再現」が試みられた。
アクションにおいては、前作との差別化のため、人数が多い『セイバー』の仮面ライダーが一堂に会して戦うと、限られた上映時間の中で見せ場を作りにくいことから、一人一人の活躍を見せるために少人数チームに分かれて世界各地に飛んで局地戦をする形となった。

## 映像ソフト化
2022年4月27日発売。Blu-ray / DVDでリリース。
- 仮面ライダー ビヨンド・ジェネレーションズ DVD通常版（1枚組）
  - 音声特典
    - バリアフリー日本語音声ガイド

  - 映像特典
    - トレーラー
- 仮面ライダー ビヨンド・ジェネレーションズ Blu-rayコレクターズパック（1枚組）
  - 音声特典
    - バリアフリー日本語音声ガイド
    - オーディオコメンタリー（プロデューサー：望月卓×脚本：毛利亘宏×監督：柴﨑貴行）

  - 映像特典
    - メイキング
    - 初日舞台挨拶
    - PR集
    - データファイル
    - ポスタービジュアル
- 【初回生産限定】仮面ライダー ビヨンド・ジェネレーションズ Blu-rayコレクターズパック豪華版（1枚組）
  - セット内容
    - 仮面ライダー ビヨンド・ジェネレーションズ Blu-rayコレクターズパック
    - オリジナルストーリーブック『From 2071 / ある7日間の記録』（16P）
    - フォトカードセット（5枚組）
    - B4変形サイズポスター
    - オリジナルパスケース
    - 特製スリーブケース

## 他媒体展開

### 全力坂
本作品の公開を記念し、『全力坂』で2021年12月15日に須藤芽依役の川津明日香が弁天池（東京都北区赤羽西一丁目）の坂を、同年12月16日に仮面ライダーリバイがスーツ姿で赤羽台二丁目の坂を駆け抜けた。